# كوميساجيو
كوميساجيو (بالإطالية: Commessaggio) (وايضًا تنطق Cumsas باللغة المانتوفانوية المحلية) هي كومونا (بلدية) في مقاطعة مانتوفا في منطقة لومباردي الإيطالية، وتقع على بعد حوالي 120 كيلومتر (75 ميل) جنوب شرق ميلانو وحوالي 25 كيلومتر (16 ميل) جنوب غرب مانتوفا.
تحتوي بلدية كوميساجيو على فراتسيوني (تقسيم) بوكا شيافيكا.
تقع كوميساجيو على حدود البلديات التالية: جازولو و سابيونيتا و سبينيدا و فيادانا.